# Каледин, Василий Максимович
Василий Максимович Каледин (5 октября 1859 — 3 июня 1919, Новочеркасск) — русский военный, генерал-майор, участник Белого движения. Старший брат Алексея Каледина.

## Биография
Общее образование получил во Владимирской Киевской военной гимназии. В службу вступил 01.09.1876. Окончил 2-е военное Константиновское училище (1878). Выпущен в 8-ю Донскую казачью батарею. Хорунжий (старшинство 16.04.1878). Участник русско-турецкой войны 1877—1878.
Сотник (ст. 06.05.1882). Подъесаул (ст. 06.05.1892). Есаул (старшинство с 15.04.1897). Окончил Офицерскую артиллерийскую школу. Командир батареи (9 л. 1 м.). Войсковой старшина (пр. 1900; старшинство с 02.05.1900; за отличие). Полковник (пр. 1908; ст. 06.05.1908; за отличие). Командир 2-го Донского казачьего артиллерийского дивизиона (18.07.1910 — 30.05.1911). С 30.05.1911 командир 12-го Донского казачьего полка, с которым вступил в Первую мировую войну в составе 11-й кавалерийской дивизии. Генерал-майор (произведен 14.11.1914; со старшинством с 26.07.1914). На 15.02.1915 в том же чине командующий тем же полком.
Командир 2-й бригады 3-й Донской казачьей дивизии (с 27.04.1915), в состав которой входили 30-й и 32-й Донские казачьи полки. В сентябрьских боях 1915 года, при ликвидации Свенцянского прорыва, 2-я бригада генерал-майора Василия Каледина 3-й Донской казачьей дивизии отличилась в сражении 13.09.1915 г. за местечко Будслав (казак Чекунов Ефим Власович из 30-го Донского казачьего полка был награжден ГК 4-й ст. 132384), а также соседние населенные пункты. В результате наступления под ударами донцов оказались фланги немецких войск, что заставило германское командование начать отход, ибо путь для немцев через Волколату был отрезан. В отместку немцы жестоко убили 10 раненых казаков 30-го и 32-го Донских казачьих полков и 2 прапорщиков 30-го Донского полка, взятых в плен после боя 16.09.1915 г. в деревне Гули (Мядельский район, Минская область). Воспользовавшись этим, кавалерия генерала Орановского прорвала фронт немцев на реке Вилии и, развивая успех, захватила деревни Пожарцы, Пацкевичи и еще несколько других населенных пунктов. 3-я дивизия выполнила свою задачу и была отведена в резерв 12-й армии, чтобы пополнить убыль в людях.
Командующий 4-й Донской казачьей дивизией (с 03.06.1916). Отчислен за болезнью в распоряжение войскового начальника 10.7.1918.
В Гражданскую войну — управляющий отделом внутренних дел Донского правительства. Умер в Новочеркасске от рака желудка.

## Награды
- Орден святого Станислава 3-й ст. (6.5.1886);
- Орден святой Анны 3-й ст. (20.8.1895);
- Орден святого Станислава 2-й ст. (3.3.1899);
- Орден святой Анны 2-й ст. (25.12. 1899);
- Орден святого Владимира 4-й ст. (6.5.1904);
- Орден святого Владимира 3-й ст. (10.5.1912);
- мечи к ордену св. Владимира 4-й ст. (5.1.1915);
- мечи к ордену св. Владимира 3-й ст. (5.2.1915);
- Орден святого Станислава 1-й ст. с мечами (3.3.1915);
- Орден святой Анны 1-й ст. с мечами и бантом (2.5.1915).